# Рабство в Мавритании
Рабство в Мавритании было формально отменено в 1981 году (Мавритания была последней страной мира, где оно было разрешено), однако фактически продолжает существовать, несмотря на отрицание этого со стороны властей и попытку государства запретить рабство в 2007 году. Потомки порабощённых много поколений назад негров составляют касту харатин, которыми владеют арабы. Рабство является наследственным: дети рабов принадлежат хозяевам своих родителей, и даже освободившиеся де-юре рабы продолжают фактически рабское существование, не имея возможности распоряжаться заработанными деньгами. Впервые попытка отменить рабство в Мавритании была предпринята французскими колониальными властями в 1905 году.

## Количество и положение рабов

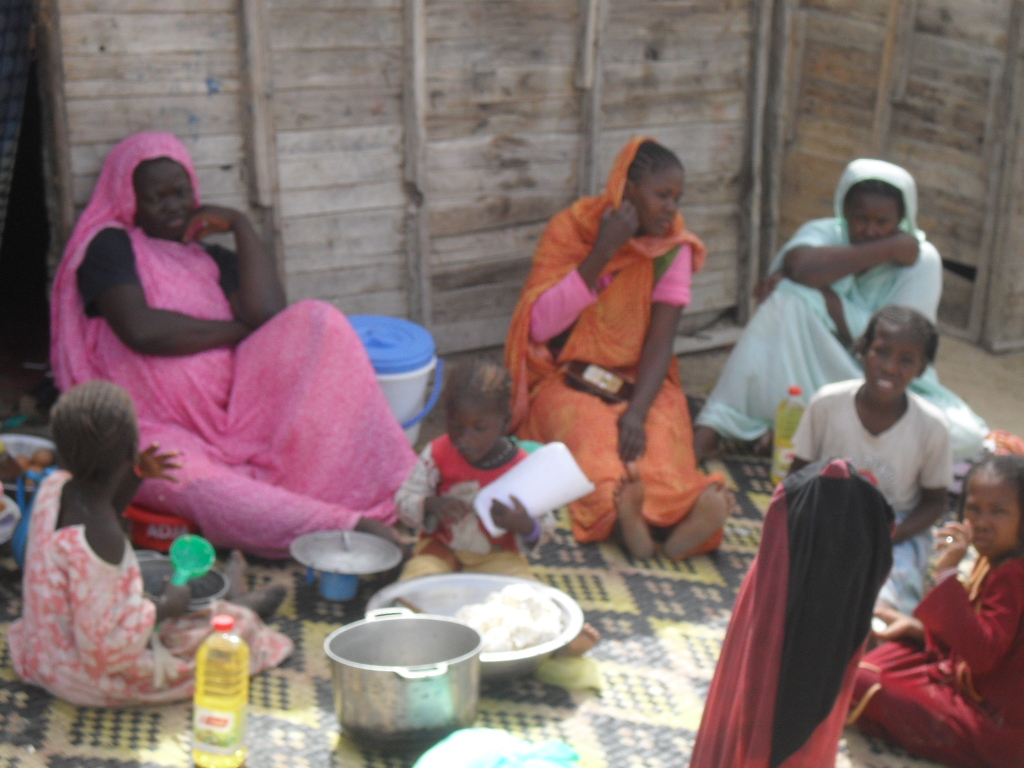
Даже став свободными, многие из касты харатин остаются финансово зависимыми от бывших хозяев

По состоянию на 2002 год количество рабов в стране оценивалось в 600 тыс. человек, что составляет 20 % населения (рабами являются и дети, и женщины, и мужчины), это наивысший процент в мире. Мавританское правительство при этом отрицает существование рабов, и, хотя владение рабами незаконно, принуждение к труду не запрещено. Типичные занятия рабов — работа в поле, уход за скотом и прислуживание в доме. Продажей воды в стране обычно занимаются именно рабы.
С рабством борется несколько организаций, включая «Аль-хор» (араб. الحر), «Инитак» (араб. إنعتاق), «SOS-эсклав» (фр. SOS Esclaves) и небольшая политическая партия «Аксьон пур лё шанжман» (фр. Action pour le Changement). Правительство США, по сообщениям президента аболиционистской организации Free the Slaves Кевина Бейлза, напротив, стремится замалчивать данную проблему. Правительство Мавритании создало в 1999 году Комиссариат по правам человека, однако неизвестно ни об одном случае каких-либо действий со стороны этого органа.
Сообщается о пособничестве рабству со стороны полиции, а также о заключении в тюрьмы активистов негосударственных организаций, занимающихся вопросами принудительного труда и рабовладения. Правительство запретило использовать слово «раб» в СМИ. За всю историю государства ответственность понёс всего один рабовладелец.
В ноябре 2009 года в Мавританию прибыла особая миссия ООН, которая произвела оценку ситуации с рабством в стране, впоследствии полученные данные были предоставлены Совету по правам человека в августе 2010 года.

## Причины
В стране, значительная часть территории которой покрыта пустыней, сложно поддерживать верховенство закона. Через пустыню сложно сбежать, а также тяжело оставить там семью.
Многие рабы находятся в изоляции из-за неграмотности, нищеты и жизни в удалённых поселениях; они не знают, что жизнь вне рабства возможна. Рабы зависят от хозяев, которые обеспечивают их пищей и одеждой. Бедность мешает и освобождённым рабам обеспечивать себя. 
Мавританские законы, которые возлагают бремя доказательства факта рабства на раба, требуют, чтобы жертва сама подавала жалобу до начала расследования, так что правозащитные организации не могут это сделать от имени жертвы, несмотря на то, что большинство рабов неграмотны.
Некоторые из рабов, по сообщению лидера «SOS-эксклав», Абдела Нассера Оулда Этмана, который владел рабами в прошлом, считают свою судьбу решённой ещё до рождения и противятся идее освобождения. Многие верят, что рабство является частью мавританского общества. Также распространена интерпретация ислама, что раб по рождению может попасть в рай только принадлежа своему хозяину (хотя в действительности ислам поощряет освобождение рабов-мусульман). Борьба против рабства осложняется тем, что полиция выступает на стороне рабовладельцев, а также действует против активистов, практикуя аресты, избиения и пытки.